# 279037 Utezimmer
279037 Utezimmer è un asteroide della fascia principale. Scoperto nel 2008, presenta un'orbita caratterizzata da un semiasse maggiore pari a 2,8128486 au e da un'eccentricità di 0,1185226, inclinata di 4,32184° rispetto all'eclittica.